# Pilocarpus jaborandi
Pilocarpus jaborandi är en vinruteväxtart som beskrevs av Edward Morell Holmes. Pilocarpus jaborandi ingår i släktet Pilocarpus och familjen vinruteväxter. Inga underarter finns listade i Catalogue of Life.